# آب‌سنگ حلقوی آئیلوک
آب‌سنگ حلقوی آئیلوک (به لاتین: Ailuk Atoll) یک آب‌سنگ حلقوی در جزایر مارشال است که در زنجیره راتاک واقع شده‌است. آب‌سنگ حلقوی آئیلوک ۵٫۴ کیلومتر مربع مساحت و ۵۱۳ نفر جمعیت دارد و ۳ متر بالاتر از سطح دریا واقع شده‌است.